# Gabinete Tardieu III
O Gabinete Tardieu III foi o ministério formado por André Tardieu em 20 de fevereiro de 1932 e dissolvido em 03 de junho do mesmo ano. Foi o 89º gabinete da Terceira República Francesa, sendo antecedido pelo Gabinete Laval III e sucedido pelo Gabinete Herriot III.

## Contexto
O terceiro e último gabinete de André Tardieu foi formado em meio aos efeitos da Grande Depressão na França e às eleições legislativas de 1932. Entre 07 e 10 de maio daquele ano, Tardieu também serviu como Presidente da República interino, após o assassinato de Paul Doumer.
Após a eleição de Albert Lebrun como o novo chefe de Estado francês e a vitória legislativa do segundo "Cartel de Esquerda", Tardieu deixou o governo, sendo substituído por Édouard Herriot, em 03 de junho de 1932.

## Composição
- Presidente da República: Paul Doumer; Albert Lebrun
- Presidente do Conselho de Ministros: André Tardieu
- Vice-presidente do Conselho de Ministros: Paul Reynaud
- Ministro dos Estrangeiros: André Tardieu
- Ministro da Justiça: Paul Reynaud
- Ministro do Interior: Albert Mahieu
- Ministro da Defesa Nacional: François Piétri
- Ministro das Finanças: Pierre-Étienne Flandin
- Ministro da Instrução Pública e Belas Artes: Marius Roustan
- Ministro das Obras Públicas e Marinha Mercante: Charles Guernier
- Ministro da Agricultura: Claude Chauveau
- Ministro do Comércio, Correios, Telégrafos e Telefones: Louis Rollin
- Ministro do Trabalho e Segurança Social: Pierre Laval
- Ministro das Pensões e Regiões Libertadas: Auguste Champetier de Ribes
- Ministro da Saúde Pública: Camille Blaisot